# Сеуло
Сеуло (італ. Seulo, сард. Seulu) — муніципалітет в Італії, у регіоні Сардинія,  провінція Кальярі.
Сеуло розташоване на відстані близько 360 км на південний захід від Рима, 75 км на північ від Кальярі.
Населення — 861 особа (2014).
Щорічний фестиваль відбувається 8 грудня. Покровитель — Beata Vergine Immacolata.

## Демографія
Населення за роками:

Станом на 1 січня 2023 року в муніципалітеті офіційно проживало 9 іноземців з 7 країн, серед них 5 громадян країн Євросоюзу.

## Сусідні муніципалітети
- Аритцо
- Арцана
- Гадоні
- Садалі
- Сеуї
- Вілланова-Туло